# Saracrinus
Saracrinus is een geslacht van zeelelies uit de familie Isselicrinidae.

## Soorten
- Saracrinus moosai Améziane, 1997
- Saracrinus nobilis (Carpenter, 1884)
- Saracrinus varians (Carpenter, 1884)